# Dance (album)
Pour les articles homonymes, voir Dance (homonymie).
Albums de Gary Numan
Telekon
(1980) I, Assassin
(1982)
Dance est le cinquième album de l'artiste Gary Numan sorti en 1981. 
C'est le premier album après l'annonce de son retrait de la scène pour concerts en avril 1981 (après lequel il avait rapidement changé d'avis). Cet album atteignit la troisième place au charts britanniques, brisant la série des trois albums consécutifs à la première place. On y retrouve des musiciens invités réputés, Mick Karn et Rob Dean de Japan, Roger Taylor de Queen, Nash The Slash. 

## Titres
Toutes les chansons sont écrites par Gary Numan excepté Night Talk et Stormtrooper in Drag, qui est le fruit d'un travail entre lui et Paul Gardiner.
1. Slowcar to China – 9:05
2. Night Talk – 4:26
3. A Subway Called "You" – 4:38
4. Cry, the Clock Said – 9:56
5. She's Got Claws – 4:58
6. Crash – 3:39
7. Boys Like Me – 4:16
8. Stories – 3:11
9. My Brother's Time – 4:38
10. You Are, You Are – 4:03
11. Moral – 4:33
12. Stormtrooper in Drag* (avec Paul Gardiner) – 4:59
13. Face to Face* (avec Dramatis) – 3:46
14. Dance* – 2:45
15. Exhibition* – 4:24
16. I Sing Rain* – 2:29

- Les chansons bonus du CD sont marqués d'un (*).

## Musiciens
- Gary Numan : chant, Polymoog, SCI Prophet-5, Roland Jupiter-4, Yamaha CP-30, ARP Odyssey, Roland CR-78 (en), Linn LM-1, claptrap, guitare, basse, piano, percussions, claves, claquements de main
- Rob Dean : guitare
- Paul Gardiner : basse, guitare, ARP Odyssey
- Mick Karn : basse, saxophone
- Mick Prague : basse
- Cedric Sharpley : batterie
- Roger Taylor : batterie, percussions
- Jess Lidyard : batterie
- Tim Steggles : percussions
- Sean Lynch : Linn LM-1
- John Webb : Roland Jupiter-4, Linn LM1, claquements de mains
- Roger Mason : SCI Prophet-5, Yamaha CP-30
- Nash the Slash (en) : violon
- Connie Filapello : chœurs